# 宮本四郎 (通産官僚)
宮本 四郎（みやもと しろう、1923年5月16日 - 没年不明）は、日本の弁護士、官僚、経営者。商工組合中央金庫理事長を務めた。奈良県出身。

## 経歴
1943年12月から1946年7月までに陸軍歩兵少尉を務め、1948年に東京大学法学部政治学科を卒業し、高文行政科にも合格し、同年10月に商工省に入省。1980年10月に通商産業省産業政策局長に就任し、1981年4月に日本長期信用銀行顧問、1985年に世界経済情報サービス理事長を経て、1987年11月に商工組合中央金庫理事長に就任。1993年6月に顧問に就任し、2008年3月には弁護士に登録。
1999年4月に勲二等旭日重光章を受章。